# Салоріно
Салоріно (ісп. Salorino) — муніципалітет в Іспанії, у складі автономної спільноти Естремадура, у провінції Касерес. Населення — 687 осіб (2010).
Муніципалітет розташований на відстані близько 300 км на захід від Мадрида, 55 км на захід від Касереса.

## Демографія
Динаміка населення (INE ):